# Ablade Kumah
Samuel Ablade Kumah (* 26. Juni 1970) ist ein ehemaliger ghanaischer Fußballspieler.

## Karriere
Ablade Kumah spielte von 1987 bis 1993 für die Accra Hearts of Oak. Bei den Olympischen Sommerspielen 1992 stand er im Aufgebot der ghanaischen Mannschaft und konnte mit ihr die Bronzemedaille gewinnen. 1995 wechselte er nach Saudi-Arabien, wo er zunächst bei al-Shabab und später für den Al-Ittihad-Club spielte. 1996 und 1998 stand Kumah im Aufgebot der ghanaischen Nationalmannschaft beim Afrika-Cup.